# Четвёртый (фрегат, 1773)
«Четвёртый» — парусный 58-пушечный фрегат Черноморского флота Российской империи. Участник Русско-турецкая войны 1768—1774 годов.

## Описание фрегата
Один из двух фрегатов типа «Третий». Длина судна по сведениям из различных источников составляла от 45,7 до 45,8 метра, ширина от 9,2 до 9,3 метра, а осадка — 3 метра. Вооружение судна состояло из тридцати 18-фунтовых «единорогов» и двадцати восьми 3-фунтовых фальконетов.

## История службы
Фрегат был заложен на Новохопёрской верфи 23 мая 1772 года и после спуска на воду 29 апреля 1773 года вошёл в состав Азовского флота. Строительство вёл корабельный мастер Никитин по чертежам адмирала Ч. Ноульса. В 1773 году был переведён из Новохопёрска в Таганрог, а затем в Керчь.
Принимал участие в Русско-турецкой войне 1768—1774 годов. 18 апреля 1774 года в составе эскадры контр-адмирала В. Я. Чичагова выходил в крейсерство к входу в Керченский пролив. 9 июня принимал участие в перестрелке с турецким флотом, пытавшимся прорваться в пролив и высадить десант, а 28 июня в составе эскадры вице-адмирала А. Н. Сенявина — в отражении попытки турецкого флота прорваться в Азовское море.
C 1775 по 1777 год выходил в плавания в Азовское и Чёрное моря. 
В 1778 году стоял на ремонте в Керчи.

## Командиры фрегата
Командирами судна в разное время служили:
- Я. Т. Карташёв (1773 год).
- И. А. Михнев (1774—1775 годы).
- А. П. Муромцев (1776 и 1778 годы).
- Т. К. Елшин (1777 год).